# 幸福の鐘
『幸福の鐘』（こうふくのかね）は、2003年11月22日に公開された日本映画。監督・脚本はSABU。主演は寺島進。第53回ベルリン国際映画祭最優秀アジア映画賞を受賞。

## キャスト
- 五十嵐悟 - 寺島進
- 五十嵐愛子 - 西田尚美
- 池田千鶴子 - 篠原涼子
- 神崎正一朗 - 益岡徹
- 佐久間清 - 塩見三省
- 横井長介 - 鈴木清順
- 桜井武志 - 板尾創路
- 相川マリ子 - 白川和子
- 宮田邦夫 - 手塚とおる
- 桜井雪子 - 滝沢涼子
- 高橋慎太郎 - 田山涼成

## スタッフ
- 監督・脚本：SABU
- エグゼクティブ・プロデューサー：樫野孝人、安永義郎、熊澤芳紀
- プロデューサー：長松谷太郎、藤崎博文、小椋悟、久保田修
- 撮影：中堀正夫
- 照明：丸山文雄
- 録音：山方浩
- 美術：野口隆二
- 編集：上野聡一
- 音楽：村瀬恭久
- 助監督：江良至
- スクリプター：内田絢子
- アソシエイト・プロデューサー：神田裕司、松本肇
- コンサルティング・プロデューサー：三木裕明、藤巻直哉、辻畑秀生
- 企画開発：IMJエンタテインメント
- 制作プロダクション：小椋事務所
- 製作：IMJエンタテインメント、博報堂、ジェネオン エンタテインメント、小椋事務所
- 配給：東北新社